# François Théobald de Maltzan
François Théobald de Maltzan, né le 18 juin 1736, mort le 28 février 1817, est un général français de la Révolution et de l’Empire.

## Biographie
Devenu colonel le 24 mars 1772, il est promu maréchal de camp le 1er mars 1791.
Le 20 septembre 1792, lors de la bataille de Valmy, il commande la 2e brigade de la division de gauche française.